# Ferry Graf
Ferry Graf (Ternitz, 14 de diciembre de 1931-Jyväskylä, 26 de julio de 2017) fue un cantante austriaco, nacionalizado finlandés.

## Carrera
En 1959, Graf fue seleccionado por la radiofusora austriaca Österreichischer Rundfunk para representar a su país en el Festival de la Canción de Eurovisión de ese año, con la canción "Der K und K Kalypso aus Wien". La canción alcanzó el 9° puesto, empatado con Suecia, con sólo 4 puntos (2 de Suecia, 1 de Suiza y 1 de Mónaco). Aunque la canción fue lanzada posteriormente como sencillo, no tuvo éxito significativo.
En los años siguientes de su participación en Eurovisión, Graf hizo un par de apariciones en las televisiones austriaca y alemana, incluyendo por ejemplo, el programa musical ZDF-Hitparade en 1969.
En los años 1970s, él se trasladó a Finlandia, donde formó su propia banda de Hillbilly, con quienes interpretó varias versiones de sencillos de Elvis Presley.
Posteriormente, Graf se nacionalizó finlandés y residió en la ciudad de Jyväskylä.